# Tailly (Côte-d'Or)
Tailly is een gemeente in het Franse departement Côte-d'Or (regio Bourgogne-Franche-Comté) en telt 195 inwoners (2005). De plaats maakt deel uit van het arrondissement Beaune.

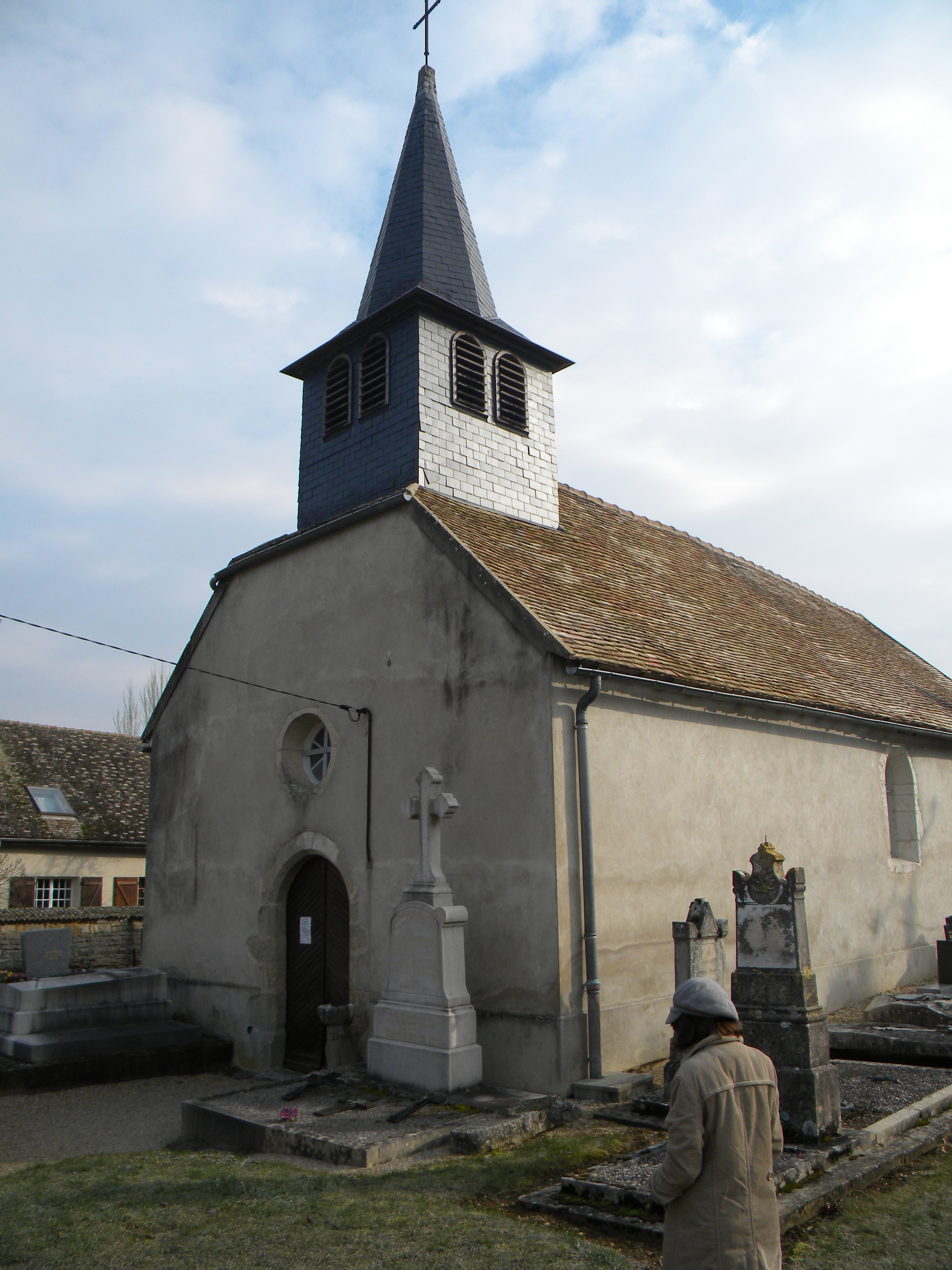
Kerk van Tailly

## Geografie
De oppervlakte van Tailly bedraagt 4,6 km², de bevolkingsdichtheid is 42,4 inwoners per km².
De onderstaande kaart toont de ligging van Tailly (Côte-d'Or) met de belangrijkste infrastructuur en aangrenzende gemeenten.

## Demografie
Onderstaande figuur toont het verloop van het inwonertal (bron: INSEE-tellingen).